# Cavaleiros Pa'u

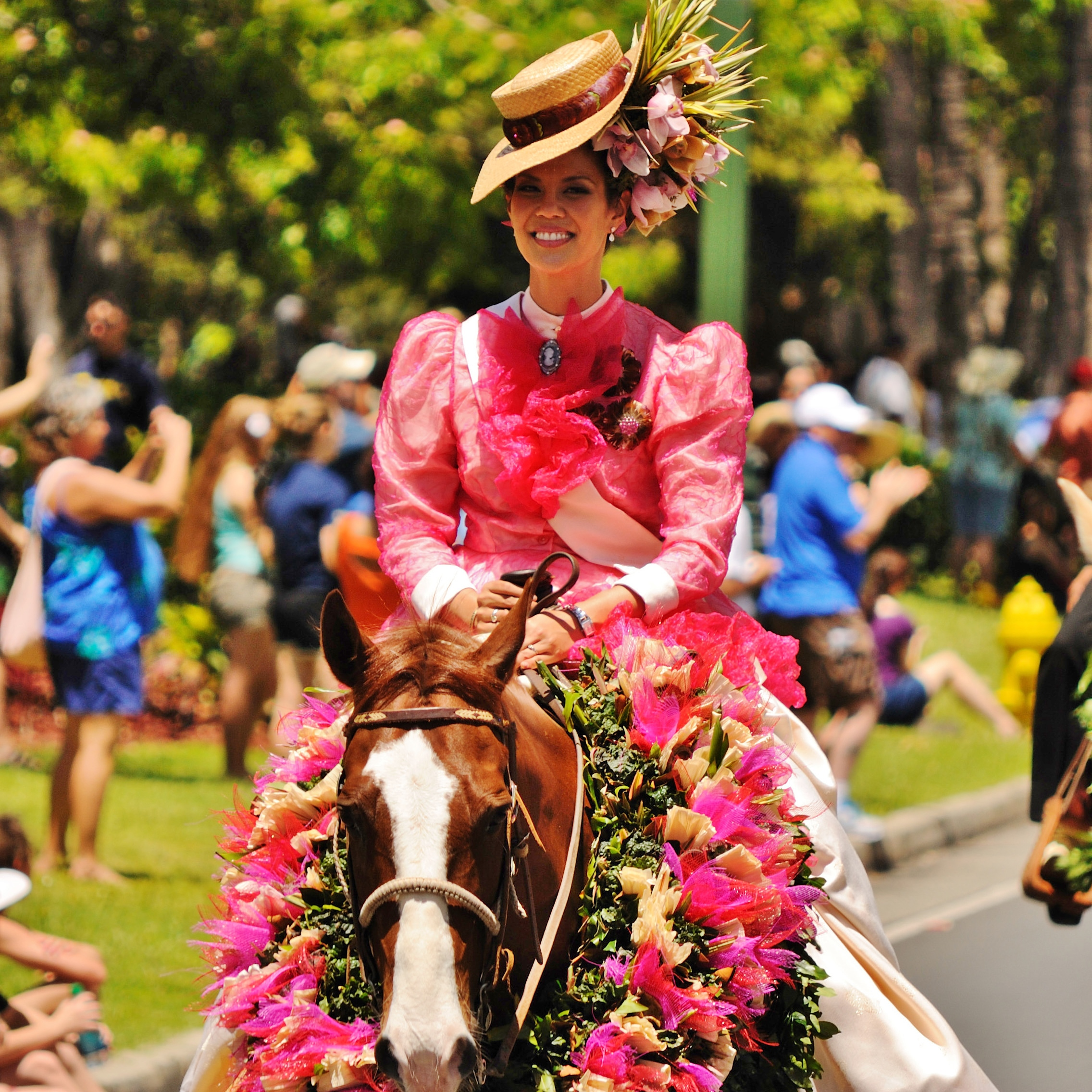
Uma rainha Pa'u

Os cavaleiros Paʻu (pronunciados cavaleiros pah-oo), (às vezes escritos como cavaleiros pa-u), são cavaleiros wahine (havaiano para 'mulheres') que usam saias longas e coloridas (havaiano: pāʻū) e caracteristicamente andam por cima, em vez de ficar de lado. As raízes dessa tradição equestre são do início do século XIX, quando os cavalos foram introduzidos no Havaí e todas as mulheres vestidas para cavalgar em ocasiões formais. Declinou após a derrubada do Reino do Havaí, mas foi revitalizada no início do século XX com o estabelecimento de organizações formais de equitação chamadas Paʻu Riders. Hoje, eles participam dos desfiles florais do Dia de Kamehameha e de outros desfiles e festivais pelas ilhas.